# 倾城之恋
《傾城之戀》，是作家張愛玲创作于1943年的短篇小說作品，也是张爱玲的成名作与代表作之一。创作当年即在上海于《杂志》首次发表（1943年九月、十月的第十一卷、第十二卷第一期）。〈傾城之戀〉后收录于张爱玲1944年出版的小说集《传奇》，同时收录的包括中短篇小说〈留情〉、〈鴻鸞禧〉、〈紅玫瑰與白玫瑰〉、〈等〉、〈桂花蒸 阿小悲秋〉、還有〈金鎖記〉。

## 情節概要
故事發生在上海和香港。來自上海大戶人家的小姐白流蘇，在經歷一次失敗的婚姻後，回歸娘家，數年間，她耗盡資財，變得身無財物，在親戚間備受冷嘲熱諷，歷盡世態炎涼。白流蘇前夫親戚徐太太本想為七小姐寶絡作媒人，介紹給多金瀟灑的單身漢范柳原相識，流蘇作陪客，因而認識了范柳原。
白流蘇隨徐太太來到香港，與范柳原相知日深，她便拿自己當賭注，博取范柳原的愛情。他们在香港同遊了一段时间，却始终没有确认关系。直到范柳原的朋友都把白流苏看做“范太太”时，白流苏认为自己中了范柳原的“诡计”，一气之下返回上海。过了一个秋天，范柳原再次邀请白流苏邀去到香港，白流苏答应了。而范柳原自此给白流苏安排居所，并决定一周后去英国。却遇到日軍對香港展開轟炸，使范柳原无法出行。于是他折回，把白流蘇接回酒店。经历数月的炮火惊吓后，兩人相互依伴。在滬港交通回復後，他们结婚並返回上海。上海的白家，亦時移事易。
香港一城之傾陷，成全白流蘇一人的戀情。

## 改編作品

### 電影
- 邵氏電影公司在1984年發行電影版，由許鞍華導演，周潤發、繆騫人主演。此電影曾被批評好莱坞化，缺少原作的蒼涼感。

### 電視劇
- 中國中央電視台改編電視劇，由陳數、黃覺、王學兵、劉一含等人主演。在台灣由年代MUCH台播出，香港在2010年3月1日由亞洲電視本港台播出。

## 延伸閱讀
- 邝可怡：〈上海跟香港的“对立”——读《时代姑娘》、《倾城之恋》和《香港情与爱》（页面存档备份，存于）〉。